# Второе правительство Шотана
Второе правительство Шота́на — кабинет министров, правивший Францией 62 дня с 26 ноября 1933 года по 27 января 1934 года, в период Третьей французской республики, в следующем составе:
- Камиль Шотан — председатель Совета министров и министр внутренних дел;
- Жозеф Поль-Бонкур — министр иностранных дел;
- Эдуар Даладье — военный министр;
- Жорж Бонне — министр финансов;
- Пауль Маршандо — министр бюджета;
- Люсьен Лямурё — министр труда и социального обеспечения;
- Эжен Рейнальди — министр юстиции;
- Альбер Сарро — морской министр;
- Эжен Фрот — министр торгового флота;
- Пьер Кот  — министр авиации;
- Анатоль де Монзи — министр национального образования;
- Ипполит Дюко — министр пенсий;
- Анри Кёй — министр сельского хозяйства;
- Альбер Далимье — министр колоний;
- Жозеф Паганон — министр общественных работ;
- Александр Исраель — министр здравоохранения;
- Жан Мистлер — министр почт, телеграфов и телефонов;
- Лоран Эйнак — министр торговли и промышленности.

Изменения
- 9 января 1934 года — Люсьен Лямурё наследует Далимье как министр колоний. Эжен Фрот наследует Ламуре министр труда и социального обеспечения. Уильям Бертран наследует Фроту как министр торгового флота.